# Holopogon brunnipes
Holopogon brunnipes är en tvåvingeart som först beskrevs av Johann Wilhelm Meigen 1820.  Holopogon brunnipes ingår i släktet Holopogon och familjen rovflugor. Inga underarter finns listade i Catalogue of Life.